# Wagneriana huanca
Wagneriana huanca är en spindelart som beskrevs av Levi 1991. Wagneriana huanca ingår i släktet Wagneriana och familjen hjulspindlar.
Artens utbredningsområde är Peru. Inga underarter finns listade i Catalogue of Life.